# Rémi Pelletier-Roy

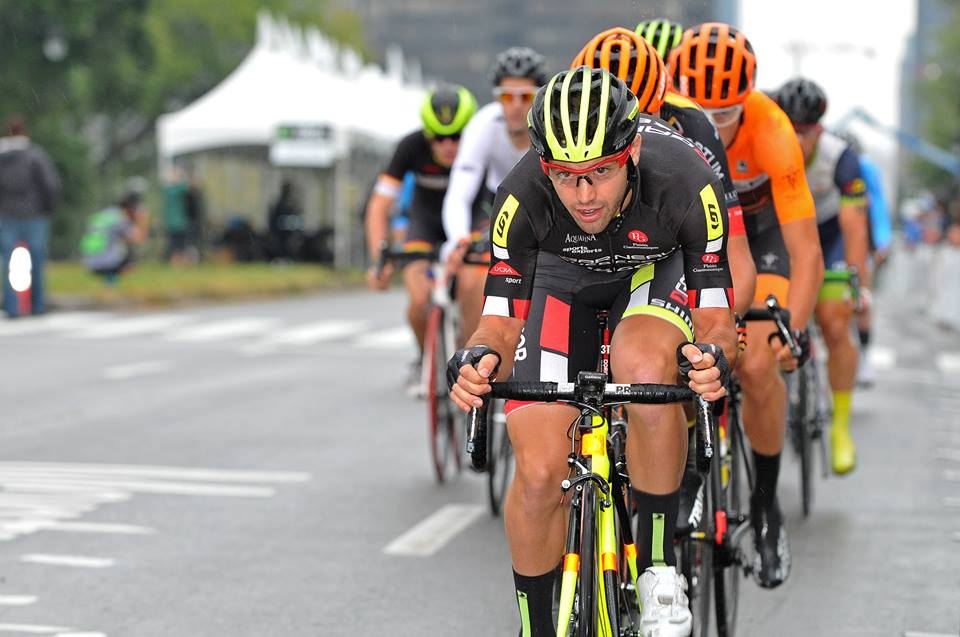
Rémi Pelletier-Roy (2015)

Rémi Pelletier-Roy (* 4. Juli 1990) ist ein kanadischer Bahn- und Straßenradrennfahrer.

## Leben
Rémi Pelletier-Roy stellte 2010 mit dem kanadischen Vierer beim Bahnrad-Weltcup in Cali einen nationalen Rekord in der Mannschaftsverfolgung auf. Im nächsten Jahr wurde er kanadischer Vizemeister im Einzelzeitfahren hinter dem Sieger Hugo Houle. Bei den Panamerikaspielen belegte er den neunten Rang im Zeitfahren und Platz fünf in der Mannschaftsverfolgung. In der Saison 2012 gewann Pelletier-Roy eine Etappe beim Green Mountain Stagerace, sowie den Prolog bei der Tour of Rwanda. Bei der Bahnradveranstaltung Challenge International gewann er 2013 die Einerverfolgung, das Omnium und das Punktefahren.
Pelletier-Roy startete bereits mehrfach beim Challenge Sprint Pro, der im Rahmen des kanadischen World-Tour-Rennens Grand Prix Cycliste de Québec ausgetragen wird. 2012 belegte er im Finale den zweiten Platz hinter seinem Landsmann Zach Bell und 2011, sowie 2013 schied er jeweils im Halbfinale aus.

## Erfolge – Straße
2012
- Prolog Tour of Rwanda

## Erfolge – Bahn
2014
- Commonwealth Games – Scratch
- Panamerikameisterschaft – Omnium

2015
- Kanadischer Meister – Mannschaftsverfolgung (mit Aidan Caves, Sean MacKinnon und Ed Veal)

## Teams
- 2012 Garneau-Québecor-Norton Rose
- 2013 Équipe Garneau-Québecor
- 2014 Garneau-Québecor